# Linepithema pulex
Linepithema pulex é uma espécie de formiga do gênero Linepithema.